# Vorë
Vorë är (albanska: Vorë med böjningsformen Vora) en kommunhuvudort i Albanien.   Den ligger i distriktet Rrethi i Tiranës och prefekturen Qarku i Tiranës, i den centrala delen av landet, 15 km nordväst om huvudstaden Tirana. Vorë ligger 82 meter över havet och antalet invånare är 4 973.
Terrängen runt Vorë är platt åt sydost, men åt nordväst är den kuperad. Terrängen runt Vorë sluttar norrut.  Runt Vorë är det tätbefolkat, med 570 invånare per kvadratkilometer.. 
Trakten runt Vorë består till största delen av jordbruksmark.